# Nogent-lès-Montbard
 Nogent-lès-Montbard  es una población y comuna francesa, en la región de Borgoña, departamento de Côte-d'Or, en el distrito de Montbard y cantón de Montbard.

## Demografía
| 198 | 214 | 181 | 189 | 175 | 171 |
| Para los censos de 1962 a 1999 la población legal corresponde a la población sin duplicidades (Fuente: INSEE [Consultar]) |     |     |     |     |     |